# Palácio dos Tropeiros
O Palácio dos Tropeiros "Dr. José Theodoro Mendes" é o edifício sede da Prefeitura Municipal de Sorocaba, SP. Situa-se na  Av. Eng. Carlos Reinaldo Mendes, 3041. Com o Teatro Municipal Teotônio Vilela, a Biblioteca Municipal de Sorocaba Jorge Guilherme Senger, o prédio da Câmara Municipal de Sorocaba, a Bandeira Nacional, o Monumento do Trópico de Capricórnio e o Monumento a Ayrton Senna integram o conjunto arquitetônico do Alto da Boa Vista. No início da década de 70, nesse local havia apenas uma pista de Jockey e antenas de UHF.
O Palácio dos Tropeiros "Dr. José Theodoro Mendes" é também conhecido como Paço Municipal. As obras de construção tiveram início em 1979 e foi inaugurado em 1981. Foi concebido pelo arquiteto Luiz Arthur Guimarães Navarrette. De início, a maioria da população criticava a construção do novo Paço Municipal por ser obra imponente, "suntuosa, faraônica e cara". Foi  idealizado pelo então prefeito José Theodoro Mendes. O prédio foi inaugurado a 15 de junho de 1981. Após alguns anos, a opinião da população mudou e o local tornou-se uma das maravilhas de Sorocaba. 
O Palácio dos Tropeiros "Dr. José Theodoro Mendes", além de sua funcionalidade administrativa, constitui ponto turístico e patrimônio histórico de Sorocaba. O prédio possui jardim suspenso e elevador panorâmico. Configura área de lazer e é cercado por um lago artificial com chafariz (habitado por peixes como carpas, tilápias e aves aquáticas como cisnes, gansos e patos), jardim com gramado, flores, arbustos e arborização, pista de caminhada, parque infantil com jardins. Situa-se numa região alta permitindo se ter uma vista panorâmica privilegiada para a cidade e para o Morro de Ipanema. No local há também a pista de caminhada Odilon Araújo (em saibro e cimento), com um percurso de 1.640m. No mês de agosto ocorre o Festival das Pipas.